# Sahara (film din 1983)

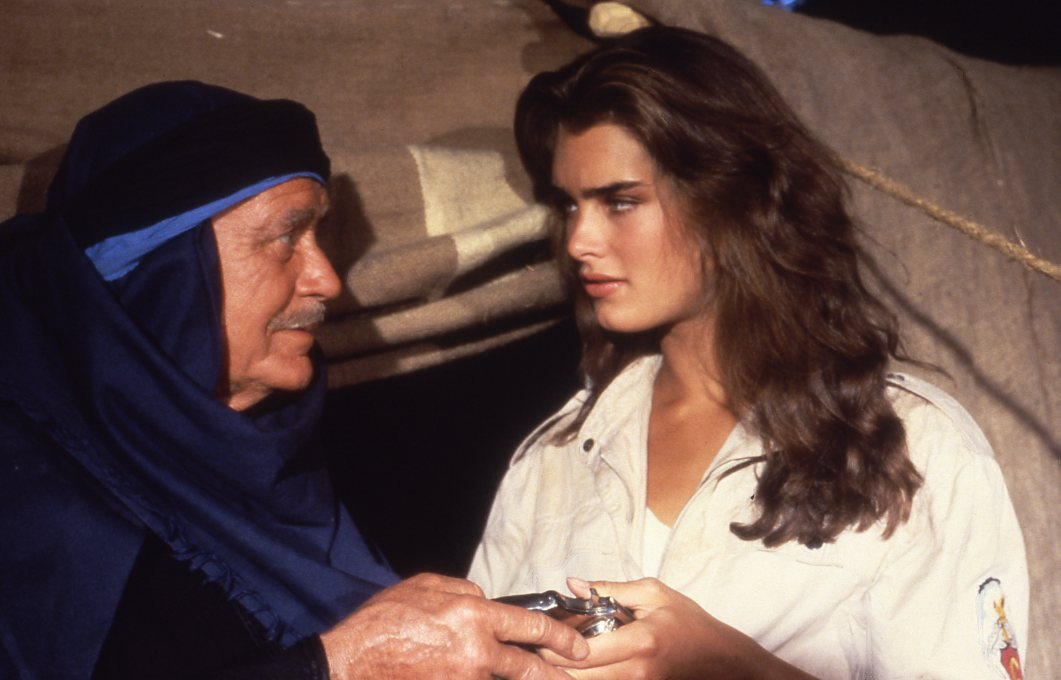
John Mills și Brooke Shields în filmul Sahara

Sahara (titlu original: Sahara) este un film britanico-american de aventură  din 1983 regizat de Andrew V. McLaglen. Rolurile principale au fost interpretate de actorii Brooke Shields, Lambert Wilson, Horst Buchholz, John Rhys-Davies și John Mills. Coloana sonoră originală a fost compusă de Ennio Morricone.

## Prezentare
În 1927, Gordon (Steve Forrest) dezvoltă un nou vehicul de curse, un hot rod, dar moare într-un antrenament înainte de a putea concura în „Cursa Auto Trans-Africană”. Pentru a salva visul tatălui ei și a câștiga premiul în bani, fiica flapper a lui Gordon, Dale (Brooke Shields) se deghizează în bărbat și ia locul tatălui ei în cursa prin Deșertul Sahara, cu ajutorul prietenilor tatălui ei.
Se dovedește a fi un pilot excelent și are șanse mari să câștige cursa care este exclusiv masculină. După ce trece linia de start, își scoate peruca și mustața și le dezvăluie sexul adevărat celorlalți participanți la cursă. În timp ce o ia printr-o scurtătură, ea nimerește într-un război tribal de beduini. Un alt concurent, germanul Von Glessing (Horst Buchholz), merge prin aceeași scurtătură pentru a furniza arme conducătorului malefic al celor două triburi aflate în război.
Dale și echipajul ei sunt capturați de Rasoul (John Rhys-Davies), unchiul conducătorului bun al triburilor aflate în război. Bunul conducătorul, șeicul Jaffar (Lambert Wilson), a văzut-o pe Dale de departe și o dorea, așa că o salvează de unchiul său, cerând-o pe Dale ca mireasă. Dale se căsătorește cu Jaffar și evadează în dimineața următoare cu mașina ei pentru a încerca să termine cursa. Ea este capturată de conducătorul malefic înainte de a putea termina cursa, dar un copil țigan clandestin fuge înapoi la Jaffar pentru a-i spune despre prinderea lui Dale. Între timp, Dale este aruncată într-o groapă de leoparzi. Jaffar își adună oamenii, o salvează și îi permite să se întoarcă în cursă. Dale câștigă cursa și, când sărbătorește, vede calul lui Jaffar în apropiere. Ea își ia rămas bun de la echipajul ei, urcă pe cal și se întoarce la Jaffar.

## Distribuție
- Brooke Shields - Dale Gordon
- Lambert Wilson - șeicul Ahmed Al Jaffar
- Horst Buchholz - Heinrich Von Glessing
- John Rhys-Davies - Rasoul
- John Mills - Cambridge
- Ronald Lacey - Beg
- Cliff Potts - String
- Perry Lang - Andy
- Terrence Hardiman - Captain Brownie
- Steve Forrest - R. J. Gordon
- Tuvia Tavi - Enrico Bertocelli
- David Lodge - Ewing
- Paul Maxwell - Chase
- Yosef Shiloach - Halef

## Producție
Se presupune că filmul a fost inspirat de fiul primului ministru britanic de atunci, Mark Thatcher, care s-a pierdut în Africa de Nord în 1982, în timpul unui curse auto. A apărut și datorită succesului de box office al filmului Indiana Jones și căutătorii arcei pierdute și pasiunii lui Menahem Golan pentru filmul lui Rudolph Valentino, The Sheik (Șeicul, 1921).

## Primire
În 1985, filmul a câștigat Zmeura de Aur pentru cel mai prost actor într-un rol secundar (Brooke Shields cu mustață) și a fost nominalizat la Zmeura de Aur pentru cea mai proastă actriță într-un rol principal (Brooke Shields).